# Classe Sigma
Pour les articles homonymes, voir Sigma (homonymie).
La classe Sigma (Ship Integrated Geometrical Modularity Approach) est une classe de corvettes et frégates modulaires construites aux Pays-Bas pour le compte des marines indonésienne, marocaine et mexicaine. Conçues pour le combat littoral, elles sont capables de naviguer en haute mer.

## Une conception modulaire
Le design de la classe Sigma peut varier en fonction du nombre de sections élémentaires de 7,2 m de longueur et de 13 m de largeur. La standardisation est de mise pour les segments, voire pour l'électronique, le chantier naval Schelde utilisant des produits Thales.

## Utilisateurs
- La marine indonésienne possède 4 corvettes du type 9113 et 2 du type 10145.
- La marine royale marocaine a commandé 3 corvettes, dont 2 de type 9813 et une plus grande modifiée du type 10145.
- La marine mexicaine possède 1 corvette de type 10514.

### Marine indonésienne

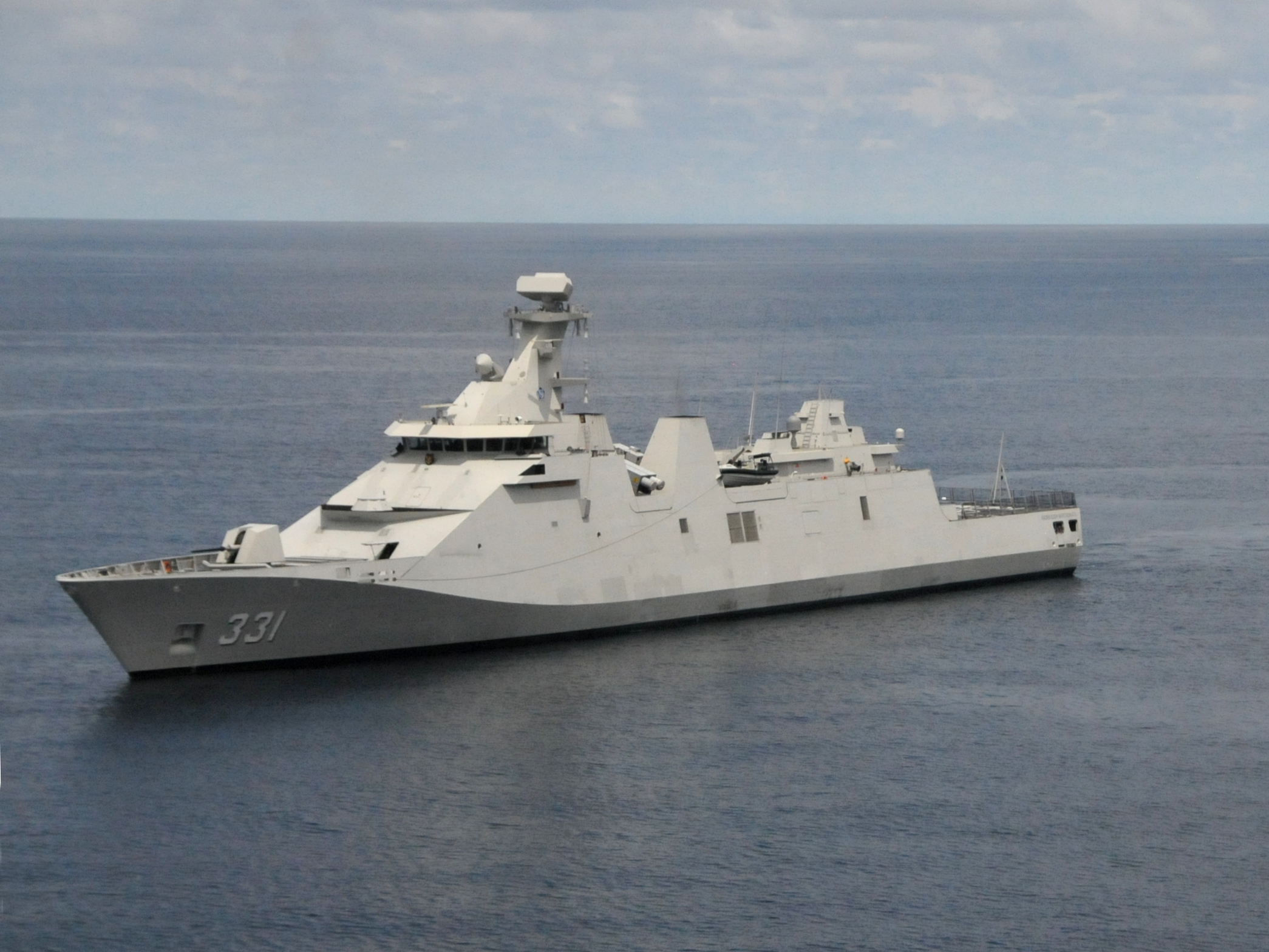
La frégate indonésienne KRI Martadinata (331)

La version indonésienne est issue du modèle Sigma 9113. Les travaux sur les premiers bâtiments de la classe, le KRI Diponegoro et le KRI Sultan Hasanuddin, ont commencé avec la première découpe d'acier en 2004. Le KRI Diponegoro a été baptisé en 2006 et réceptionné en 2007 par l'amiral Slamet Soebijanto, chef d'état-major de la marine indonésienne.
Une option pour 2 autres unités a été levée en 2006, avec la première découpe commencée aussitôt dans les chantiers navals de Schelde à Flessingue aux Pays-Bas, et non à Surabaya en Indonésie comme annoncé auparavant. Ils forment la classe Diponegoro.
En 2007, Jane's Missiles and Rockets a signalé que l'Indonésie avait des difficultés à obtenir une licence d'exportation pour le missile Exocet MM-40 block II et envisageait d'acquérir des missiles anti-navire C-802 chinois comme solution de rechange. Néanmoins, les navires ont été livrés avec des Exocet.
La société d'État PT PAL Indonesia a construit en coopération avec Schelde et livré à la marine indonésienne deux frégates du type Sigma 10514 de 105 m de long et 2 365 tonnes de déplacement. Ces frégates forment la classe Martadinata.

### Marine royale marocaine

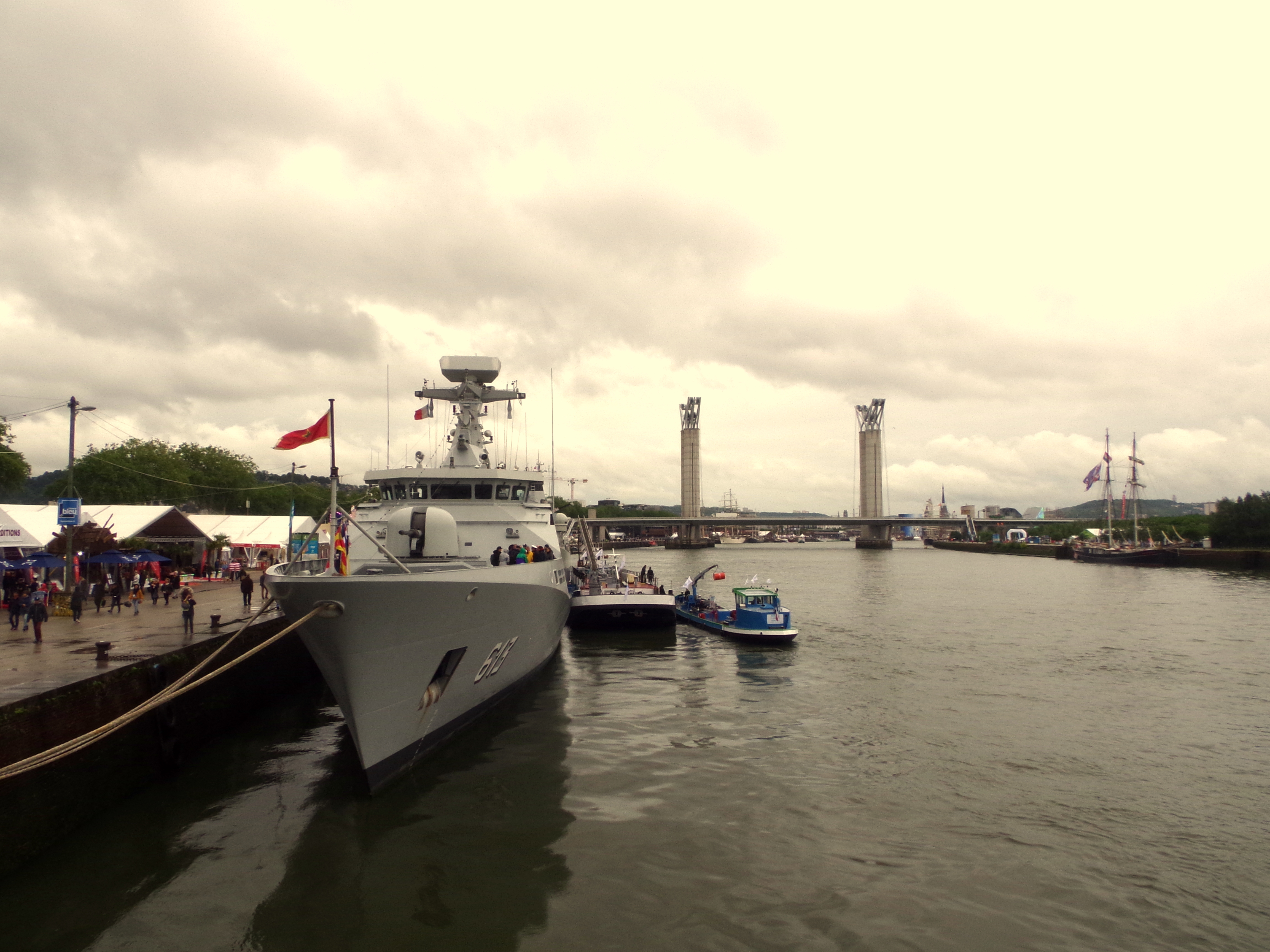
Le Tarik Ben Ziyad à l'Armada de Rouen 2019.

Le Maroc, après avoir approché Schelde début mai 2007, signe avec le chantier naval un contrat de 1,2 milliard de dollars le 6 février 2008 pour la construction de deux SIGMA 9813 et d'une SIGMA 10145 qui sont des versions modifiées du type SIGMA. Les SIGMA 9813 comprennent 13 sections et mesurent 98 m de long pour un déplacement de 2 100 tonnes. La SIGMA 10145 comprend 14 sections, mesure 105 m de long pour un déplacement de 2 300 tonnes et bénéficie de fonctions de commandement renforcées (110 marins au lieu de 91). Le contrat implique la livraison des navires, dénommés « frégates multimissions » en 2012.
En plus de son canon Otobreda 76 mm et de ses missiles sol-air d'autodéfense Mistral et antinavire Exocet, la Marine royale a souhaité une plate-forme pour hélicoptère avec hangar ainsi qu'un armement plus puissant à base de missiles surface-air MBDA VL-MICA.
Un autre contrat, signé le 1er avril 2008 avec Thales, détaille l'électronique embarquée : un radar naval 3D Thales Smart-S Mk2 d'une portée de 250 km, un système de combat TACTICOS, un radar de recherche LIROD Mk2, un sonar KINGKLIP, un radar IFF, un système intégré de communications externes et interne (FACON), un détecteur MRE VIGILE, un système de contre-mesures électroniques SCORPION, de même que le système de navigation.

### Marine mexicaine
Le Mexique a commandé une corvette SIGMA 10514 en 2017. 4 des 6 sections ont été fabriquées au Mexique. Le navire est livré à la Marine mexicaine en février 2020. A l'origine désigné sous le nom de ARM Reformador, elle est renommée ARM Benito Juárez en mars 2020.

## Navires
| Nom                        | Coque no | Type        | Quille posée    | Lancé             | Commissionné      |
| -------------------------- | -------- | ----------- | --------------- | ----------------- | ----------------- |
| Marine indonésienne        |          |             |                 |                   |                   |
| KRI Diponegoro             | 365      | Sigma 9113  | 24 mars 2005    | 16 septembre 2006 | 5 juillet 2007    |
| KRI Hasanuddin             | 366      | Sigma 9113  | 24 mars 2005    | 16 septembre 2006 | 24 novembre 2007  |
| KRI Sultan Iskandar Muda   | 367      | Sigma 9113  | 8 mai 2006      | 24 novembre 2007  | 5 septembre 2008  |
| KRI Frans Kaisiepo         | 368      | Sigma 9113  | 8 mai 2006      | 28 mai 2008       | 7 mars 2009       |
| KRI Raden Eddy Martadinata | 331      | Sigma 10145 | 16 avril 2014   | 18 janvier 2016   | 7 avril 2017      |
| KRI Gusti Ngurah Rai       | 332      | Sigma 10145 | 18 janvier 2016 | 29 septembre 2016 | 10 janvier 2018   |
| Marine royale marocaine    |          |             |                 |                   |                   |
| RMN Tarik Ben Ziad         | 613      | Sigma 10145 | 15 avril 2008   | juillet 2010      | 10 septembre 2011 |
| RMN Sultan Moulay Ismaïl   | 614      | Sigma 9813  | 24 mars 2009    | 2 février 2011    | 10 mars 2012      |
| RMN Allal Ben Abdellah     | 615      | Sigma 9813  | septembre 2009  | octobre 2011      | 8 septembre 2012  |
| Marine mexicaine           |          |             |                 |                   |                   |
| ARM Benito Juárez          | 101      | Sigma 10514 | 17 aout 2017    | 23 novembre 2018  | 23 novembre 2018  |